# Raspelo
Raspelo je križ s kipom raspetoga Krista. Jedan je od najvažnijih simbola kršćanstva. Ponajprije se njime služi u katoličanstvu i pravoslavlju, ali se također koristi i u nekim luteranskim, anglikanskim crkvama, a naglašava Kristovu žrtvu, tj. smrt razapinjanjem na križ, za koje kršćani vjeruju da čini otkupljenje grijeha čovječanstva.
- Raspelo sa gradišćanskohrvatskim natpisom u Koljnofu

## Vanjske poveznice
|  | Zajednički poslužitelj ima još gradiva o temi Raspelo |